# Салимов, Тиша
Тиша Салимов — советский хозяйственный, государственный и политический деятель, Герой Социалистического Труда.

## Биография
Родился в 1913 году в кишлаке Хунданак. Член КПСС.
С 1933 года — на хозяйственной, общественной и политической работе. В 1933—1961 гг. — комсомольский и советский работник в Свердловском районе Бухарской области, секретарь Свердловского райкома КП(б) по кадрам, первый секретарь Свердловского райкома КП(б)/КП Узбекистана.
Указом Президиума Верховного Совета СССР от 11 января 1957 года за выдающиеся успехи, достигнутые в деле развития советского хлопководства, широкое применение достижений науки и передового опыта в возделывании хлопчатника и получение высоких и устойчивых урожаев хлопка-сырца присвоено звание Героя Социалистического Труда с вручением ордена Ленина и золотой медали «Серп и Молот».
Избирался депутатом Верховного Совета Узбекской ССР 4-го созыва.
Умер после 1961 года.